# Чешка на Светском првенству у атлетици у дворани 2018.
Чешка је учествовала на 17. Светском првенству у атлетици у дворани 2018. одржаном у Бирмингему од 1. до 4. марта четрнаести пут, односно учествовала је под данашњим именом на свим првенствима од 1993. до данас. Чешка је пријавила 21 такмичара (12 мушкараца и 9 жене), који су се такмичили у 14 дисциплина (8 мушких и 6 женских).,
На овом првенству Чешка је по броју освојених медаља дели 7. место са 2 освојене медаље (1 златна и 1 бронзана). Поред тога оборен је један национални, један лични апсолутни (дворана и отворено) и два лична рекорда и остварена су пет најбоља лична резултата сезоне.
У табели успешности према броју и пласману такмичара који су учествовали у финалним такмичењима (првих 8 такмичара) Чешка је са 5 учесника у финалу заузела 10. место са 25 бодова.
| Плас. | Земља | 1. место | 2. место | 3. место | 4. место | 5. место | 6. место | 7. место | 8. место | Бр. финал. | Бод. |
| ----- | ----- | -------- | -------- | -------- | -------- | -------- | -------- | -------- | -------- | ---------- | ---- |
| 10.   | Чешка | 1        | 0        | 1        | 1        | 1        | 0        | 1        | 0        | 5          | 25   |

## Учесници
| Мушкарци: - Доминик Залески — 60 м - Здењек Стромшик — 60 м - Павел Маслак — 400 м, 4х400 м - Патрик Шорм — 400 м, 4х400 м - Јакуб Холуша — 1.500 м - Петр Свобода — 60 м препоне - Михал Десенски — 4х400 м - Јан Тесар — 4х400 м - Филип Шнејдр — 4х400 м - Вит Мулер — 4х400 м - Радек Јушка — Скок удаљ - Томаш Стањек — Бацање кугле - Јан Долежал — Седмобој | Жене: - Клара Сеидлова — 60 м - Лада Вондрова — 400 м, 4х400 м - Симона Врзалова — 1.500 м - Мартина Хофманова — 4х400 м - Марцела Пиркова — 4х400 м - Тереза Петржилкова — 4х400 м - Михаела Груба — Скок увис - Катарина Цахова — Петобој - Елишка Клучинова — Петобој |  |

## Освајачи медаља (2)

### Злато (1)
- Павел Маслак — 400 м

### Бронза (1)
- Томаш Стањек — Бацање кугле

## Резултати

### Мушкарци
| Атлетичар                                                       | Дисциплина   | Лични рекорд | Квалификације   | Квалификације | Полуфинале           | Полуфинале           | Финале                | Финале       | Детаљи |
| Атлетичар                                                       | Дисциплина   | Лични рекорд | Резултат        | Место         | Резултат             | Место                | Резултат              | Место        | Детаљи |
| --------------------------------------------------------------- | ------------ | ------------ | --------------- | ------------- | -------------------- | -------------------- | --------------------- | ------------ | ------ |
| Доминик Залески                                                 | 60 м         | 6,61         | 6,74 (.734) КВ  | 3. у гр. 3    | 6,67 (.661)          | 7. у гр. 3           | Није се квалификовао  | 17 / 49 (52) |        |
| Здењек Стромшик                                                 | 60 м         | 6,60         | 7,41            | 6. у гр. 1    | Није се квалификовао | Није се квалификовао | Није се квалификовао  | 48 / 49 (52) |        |
| Павел Маслак                                                    | 400 м        | 45,24 НР     | 46,80 КВ        | 2. у гр. 6    | 46,32 КВ             | 1. у гр. 3           | 45,47 ЛРС             |              |        |
| Патрик Шорм                                                     | 400 м        | 46,49        | 46,99 (.981) кв | 3. у гр. 5    | 47,04                | 5. у гр. 1           | Нису се квалификовали | 13 / 25 (32) |        |
| Јакуб Холуша                                                    | 1.500 м      | 3:37,68 НР   | 3:45,84         | 5. у гр. 2    |                      |                      | Нису се квалификовали | 10 / 19 (24) |        |
| Петр Свобода                                                    | 60 м препоне | 7,44 НР      | 7,68 (.678) КВ  | 2. у гр. 5    | 7,64 (.639)          | 4. у гр. 3           | Нису се квалификовали | 11 / 29 (31) |        |
| Михал Десенски Патрик Шорм Филип Шнејдр Павел Маслак Вит Мулер* | 4 х 400 м    | 3:04,09 НР   | 3:06,40 НРС     | 4. у гр. 1    |                      |                      | 3:04,87 НРС           | 5 / 8 (10)   |        |
| Радек Јушка                                                     | Скок удаљ    | 8,10         |                 |               |                      |                      | 7,99 =ЛРС             | 7 / 15       |        |
| Томаш Стањек                                                    | Бацање кугле | 22,17 НР     | 21,44           |               |                      |                      |                       |              |        |

#### Седмобој
| Дисциплина   | Јан Долежал | Јан Долежал | Јан Долежал | Јан Долежал | Јан Долежал | Јан Долежал |
| Дисциплина   | Лич. рек.   | Рез.        | Бод.        | Плас.       | Укупно      | Плас.       |
| ------------ | ----------- | ----------- | ----------- | ----------- | ----------- | ----------- |
| 60 м         | 6,96        | 7,04        | 868         | 9.          | 868         | 9.          |
| Скок удаљ    | 7,59        | 7,04        | 823         | 10.         | 1.691       | 10.         |
| Бацање кугле | 14,64       | 14,82 ЛР    | 779         | 4.          | 2.470       | 9.          |
| Скок увис    | 2,04        | 1,96        | 767         | 7.          | 3.237       | 7.          |
| 60 м препоне | 7,93        | 8,20        | 932         | 8.          | 4.416       | 6.          |
| Скок мотком  | 4,90        | 4,70        | 819         | 9.          | 5.388       | 9.          |
| 1.000 м      | 2:46,51     | 2:47,99     | 787         | 8.          | 5.776       | 9.          |
| Укупно       | 6.021       |             |             |             | 5.776       | 9/ 9 (11)   |

### Жене
| Атлетичарка                                                        | Дисциплина | Лични рекорд | Квалификације   | Квалификације | Полуфинале | Полуфинале | Финале                | Финале       | Детаљи |
| Атлетичарка                                                        | Дисциплина | Лични рекорд | Резултат        | Место         | Резултат   | Место      | Резултат              | Место        | Детаљи |
| ------------------------------------------------------------------ | ---------- | ------------ | --------------- | ------------- | ---------- | ---------- | --------------------- | ------------ | ------ |
| Клара Сеидлова                                                     | 60 м       | 7,23         | 7,30 кв         | 5. у гр. 3    | 7,35       | 8. у гр. 2 | Нису се квалификовале | 22 / 47      |        |
| Лада Вондрова                                                      | 400 м      | 52,95        | 53,05 (.047) кв | 4. у гр. 1    | 53,32      | 4. у гр. 3 | Нису се квалификовале | 13 / 31 (34) |        |
| Симона Врзалова                                                    | 1.500 м    | 4:10,04      | 4:14,11         | 8. у гр. 1    |            |            | Нису се квалификовале | 21 / 25 (26) |        |
| Мартина Хофманова Марцела Пиркова Тереза Петржилкова Лада Вондрова | 4 х 400 м  | 3:28,47 НР   | 3:34,90 НРС     | 4. у гр. 2    | 7 / 9 (10) |            | Нису се квалификовале |              |        |
| Михаела Груба                                                      | Скок увис  | 1,95         |                 |               |            |            | 1,84                  | 10 / 13      |        |

#### Петобој
| Дисциплина   | Катарина Цахова | Катарина Цахова | Катарина Цахова | Катарина Цахова | Катарина Цахова | Катарина Цахова |
| Дисциплина   | Лич. рек.       | Резултат        | Бод.            | Плас.           | Укупно          | Плас.           |
| ------------ | --------------- | --------------- | --------------- | --------------- | --------------- | --------------- |
| 60 м препоне | 8,13            | 8,20            | 1.084           | 3.              | 1.084           | 3.              |
| Скок увис    | 1,84            | 1,70            | 855             | 11.             | 1.939           | 10.             |
| Бацање кугле | 12,26           | 12,18           | 673             | 11.             | 2.612           | 12.             |
| Скок удаљ    | 6,31            | 5,94            | 831             | 12.             | 3.443           | 12.             |
| 800 м        | 2:16,21         | 2:18,90         | 839             | 6.              | 4.282           | 11.             |
| Петобој      | 4.506           |                 |                 |                 | 4.282           | 11 / 12         |

| Дисциплина   | Елишка Клучинова | Елишка Клучинова | Елишка Клучинова | Елишка Клучинова | Елишка Клучинова | Елишка Клучинова |
| Дисциплина   | Лич. рек.        | Резултат         | Бод.             | Плас.            | Укупно           | Плас.            |
| ------------ | ---------------- | ---------------- | ---------------- | ---------------- | ---------------- | ---------------- |
| 60 м препоне | 8,51             | 8,65             | 984              | 11.              | 984              | 11.              |
| Скок увис    | 1,88             | 1,82             | 1.003            | 4.               | 1.987            | 7.               |
| Бацање кугле | 15,07            | 14,76 ЛРС        | 845              | 3.               | 2.832            | 6.               |
| Скок удаљ    | 6,27             | 6,20             | 912              | 4.               | 3.744            | 4.               |
| 800 м        | 2:17,26          | 2:19,16          | 835              | 7.               | 4.579            | 4.               |
| Петобој      | 4.687 НР         |                  |                  |                  | 4.579            | 4 / 12           |